# Świna

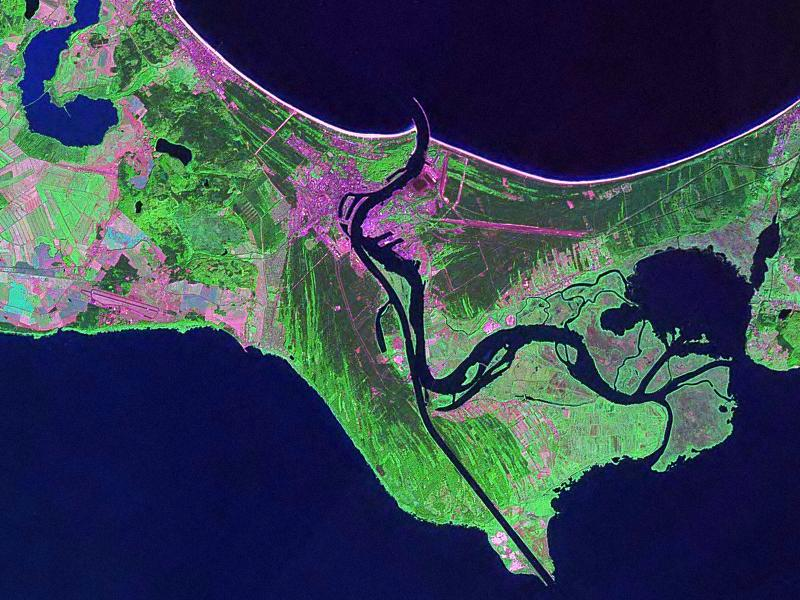
Zdjęcie satelitarne przedstawiające Świnę i okoliczne akweny

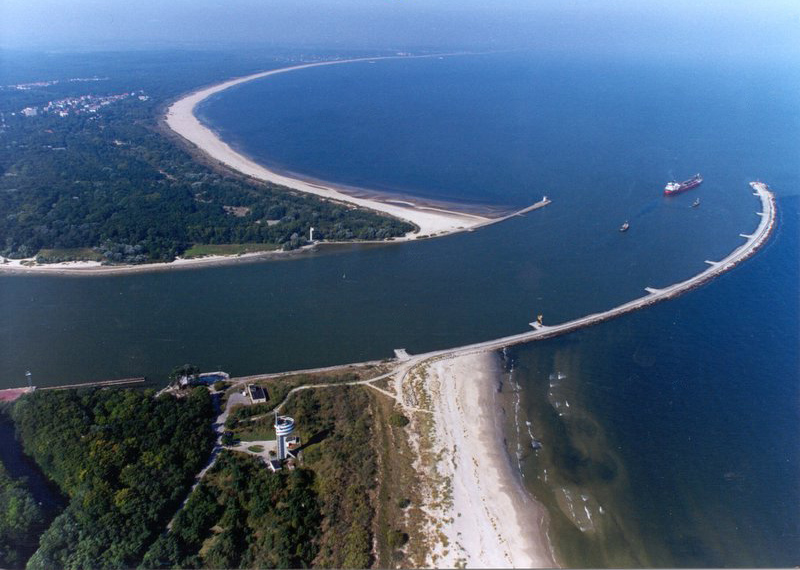
Brama Świny przy Zatoce Pomorskiej (widok na zachód na wyspę Uznam, przed 2006)

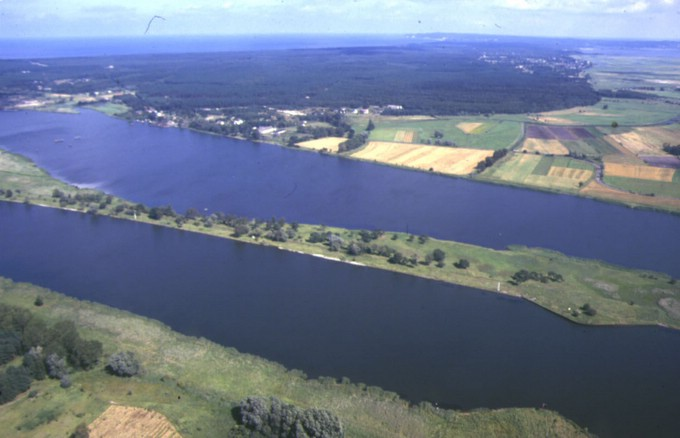
Świna

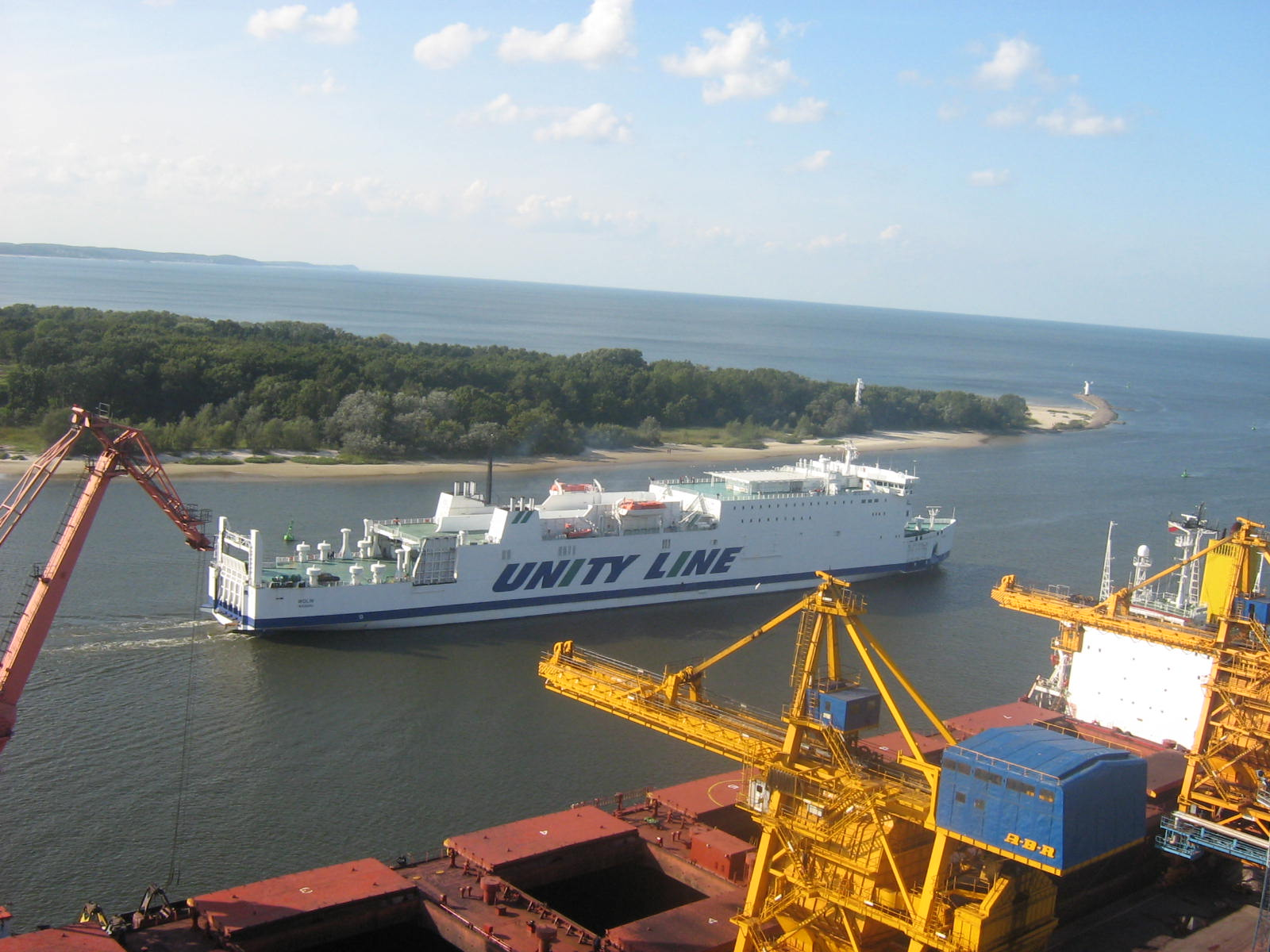
MF Wolin płynący przez Świnę

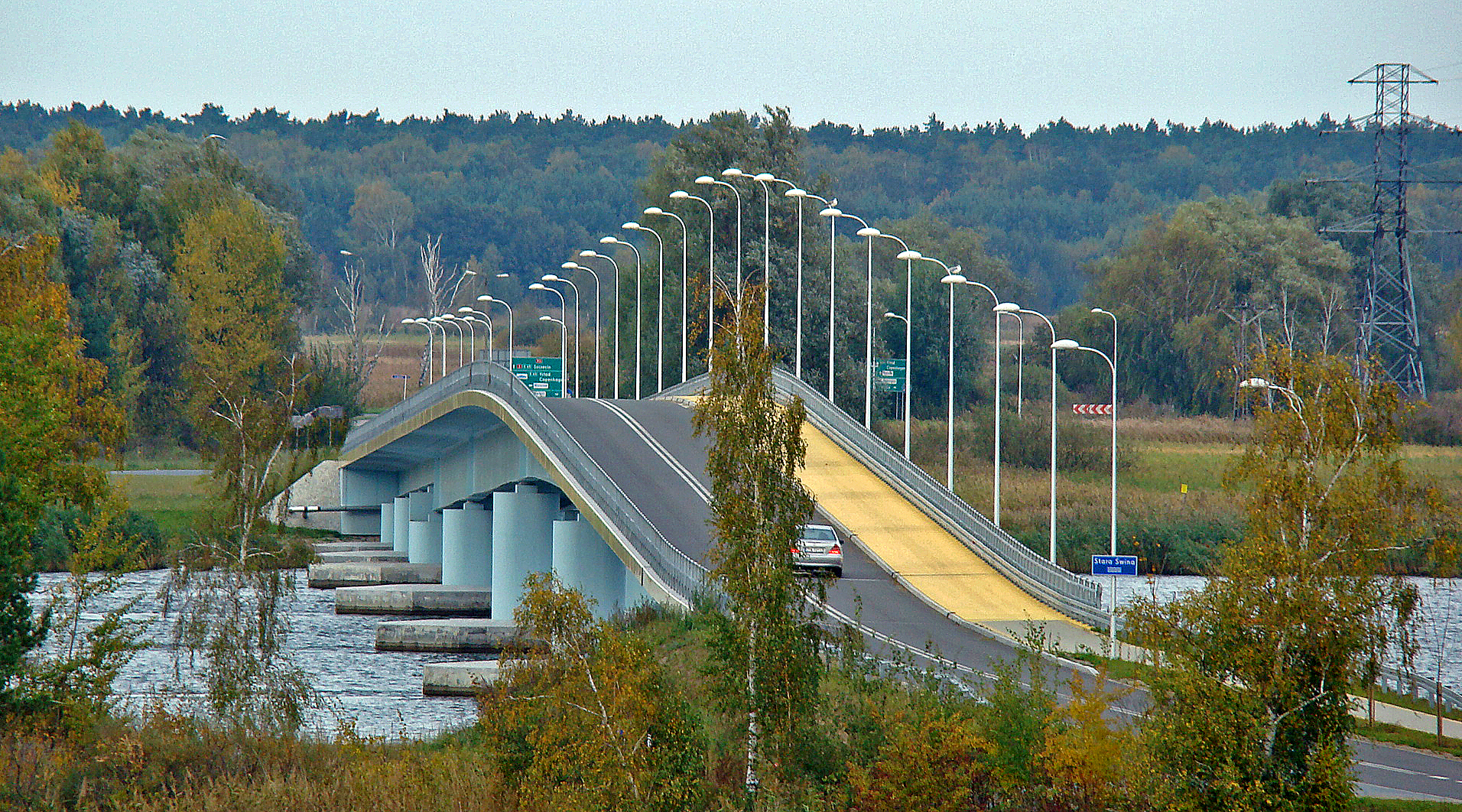
Most Piastowski nad Starą Świną w tle Ognickie Łęgi

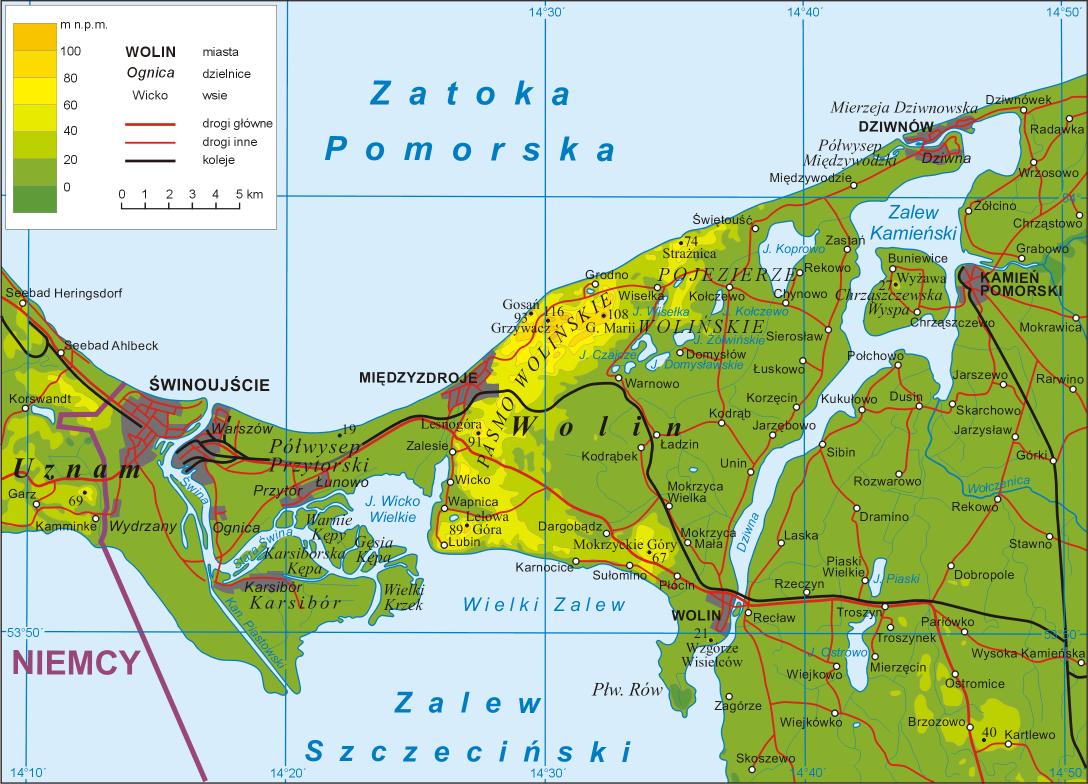
Mapa wyspy Wolin z zaznaczoną Świną

Świna (niem. Swine) – cieśnina Morza Bałtyckiego, między wyspą Wolin a wyspami: Uznam i Karsibór; łączy Zalew Szczeciński z Zatoką Pomorską. Ma długość ok. 16 km i szerokość od 100 do 1000 m. Przy północnej części cieśniny usytuowane jest centrum miasta Świnoujście. 
Według prawa morza i polskiego ustawodawstwa Świna należy do morskich wód wewnętrznych Polski. Cieśnina w całości znajduje się w gminie miejskiej Świnoujście. 
Obszar, przez który przechodzi koryto Świny, powstał w wyniku akumulacji morskiej i nosi on nazwę Bramy Świny. Utrudnia ona napływ wody morskiej z Morza Bałtyckiego do Zalewu Szczecińskiego.

## Warunki naturalne
Rozdziela wyspy Uznam i Karsibór od Wolina. Od strony Zalewu (jezioro Wicko Wielkie) tworzy deltę wsteczną z szeregiem porośniętych trzciną wysp, z których największa to Wielki Krzek. 
Świna jest najkrótszą z cieśnin (obok Piany i Dziwny) łączących Zalew Szczeciński z Morzem Bałtyckim. Ruch wody z Zalewu Szczecińskiego do Zatoki Pomorskiej i odwrotnie, kierowany jest zasadniczo przez wiatr, którego duże znaczenie ma szybkość i kierunek. W Świnie woda słodka miesza się z wodą morską – całkowicie bądź częściowo, co jest związane ze stratyfikacją. Zasolenie Świny potrafi zmieniać się od 1‰ do 8‰.
Po uwzględnieniu siły wiatru, zmian poziomu wód, wskaźników zasolenia wyliczono, że poprzez Świnę odpływa 69% wód z Zalewu Szczecińskiego do Morza Bałtyckiego.

## Przyroda
Część Świny na południe od zwartej zabudowy miejskiej Świnoujścia została objęta obszarem ochrony siedlisk „Wolin i Uznam” oraz obszarem ochrony ptaków Delta Świny.

## Zagospodarowanie
Część Świny – od północnego krańca Kanału Mielińskiego do Bramy Świny przy Zatoce Pomorskiej – stanowi odcinek toru wodnego Szczecin-Świnoujście.
U jej ujścia do Zatoki Pomorskiej znajduje się port morski Świnoujście z terminalem promowym, także ulokowany w nim port wojenny.
W celu umożliwienia żeglugi statkom oceanicznym do portu morskiego w Szczecinie pod koniec XIX wieku wykonano Kanał Piastowski, w wyniku czego m.in. zaniechano żeglugi handlowej Starą Świną.
Nad przyległymi kanałami Świny znajdują się mały port morski Przytór oraz przystań morska w Świnoujściu-Karsiborze.
Przy ujściu po stronie wschodniej stoi latarnia Morska Świnoujście.
Jedynym mostem rozpiętym nad cieśniną jest Most Piastowski nad Starą Świną.
5 marca 2021 roku uroczyście rozpoczęto drążenie pod Świną jednonawowego tunelu drogowego o długości ok. 1,44 km. 776 mln zł (85% kosztów) to dotacje z funduszy Unii Europejskiej. Pozostałe 15% pochodzi od miasta. Tunel oddano do użytku 30 czerwca 2023 roku. Jest to pierwsze stałe połączenie wysp Uznam i Wolin.

## Hydronimia
W 1182 roku zapisano Szvvine jako nazwę miejscową. Następnie nazwy cieku wodnego pojawia w 1186 roku jako Zwina, 1281 – Czwinam, 1295 – Zuina, 1303 – Swynam (Acc) i Swina, 1305 – Swynam (Acc), 1312 – Swina, kolejno w 1320, 1325, 1327 – Swinam, 1329 – Ztwine, 1496 – Szvinam, 1742 – Swine.
Do 1945 r. stosowano niemiecką nazwę Swine.
W polskich publikacjach z 1890 i 1904 cieśnina była przedstawiona pod polską nazwą Świnia jako jedna z trzech odnóg Odry. Na polskiej mapie z 1938 r. cieśnina także widnieje pod nazwą Świnia. Pradawna postać budziła kontrowersje i współczesna polska nazwa jest arbitralna. W 1949 r. ustalono urzędowo polską nazwę Świna.
Pierwotne brzmienie nazwy nie jest jasne, jednak ze względu na niezmienne stosowanie rodzaju żeńskiego oraz zlatynizowaną końcówkę <a>, można przedstawić wersje: *S(ъ)vin(ьn)a lub *S(ъ)vin(ьnj)a. Językoznawca Zbigniew Babik przedstawia, iż nazwa cieśniny nie musiała odwoływać się do apelatywu 'świnia', lecz mógł to być przymiotnik kontynuujący praformy: *svinьjь lub *svinьn- lub *svinь. Z drugiej strony nie można negować znaczenia słowa 'świnia' i nazwa może nawiązywać do tej rodziny wyrazów. Pierwotna nazwa nie musiała odnosić się bezpośrednio do cieśniny, ale mogła nawiązywać do fauny nadbrzeżnej, bądź przeniesiono ją z nazwy miejscowej nad cieśniną.